# (93) Minerva
(93) Minerva es un asteroide que forma parte del cinturón de asteroides y fue descubierto por James Craig Watson el 24 de agosto de 1867 desde el observatorio Detroit de Ann Arbor, Estados Unidos.
Está nombrado por Minerva, una diosa de la mitología romana.

## Características orbitales
Minerva está situado a una distancia media del Sol de 2,754 ua, pudiendo acercarse hasta 2,365 ua. Tiene una inclinación orbital de 8,561° y una excentricidad de 0,1412. Emplea en completar una órbita alrededor del Sol casi el triple que nosotros en concreto 1669 días.